# Diócesis de Nkayi
La diócesis de Nkayi (en latín: Dioecesis Nkayiensis y en francés: Diocèse de Nkayi) es una circunscripción eclesiástica de la Iglesia católica en República del Congo. Se trata de una diócesis latina, sufragánea de la arquidiócesis de Pointe-Noire. Desde el 16 de octubre de 2001 su obispo es Daniel Mizonzo.

## Territorio y organización
La diócesis tiene 33 210 km² y extiende su jurisdicción sobre los fieles católicos de rito latino residentes en los departamentos de: Bouenza y Lékoumou. 
La sede de la diócesis se encuentra en la ciudad de Nkayi, en donde se halla la Catedral de San Luis.
En 2021 en la diócesis existían 18 parroquias.

## Historia
La diócesis fue erigida el 5 de diciembre de 1983 con la bula Quandoquidem Christi Ecclesia del papa Juan Pablo II, tomando el territorio de la diócesis de Pointe-Noire (hoy arquidiócesis). Originalmente era sufragánea de la arquidiócesis de Brazzaville.
El 24 de mayo de 2013 cedió una parte de su territorio para la erección de la diócesis de Dolisie.
El 30 de mayo de 2020 pasó a formar parte de la provincia eclesiástica de Pointe-Noire.

## Estadísticas
Según el Anuario Pontificio 2022 la diócesis tenía a fines de 2021 un total de 371 600 fieles bautizados.
| Año                                                                             | Población            | Población | Población      | Sacerdotes | Sacerdotes    | Sacerdotes    | Bautizados por sacerdote | Diáconos permanentes | Religiosos | Religiosos | Parroquias |
| Año                                                                             | Bautizados católicos | Total     | % de católicos | Total      | Clero secular | Clero regular | Bautizados por sacerdote | Diáconos permanentes | Varones    | Mujeres    | Parroquias |
| ------------------------------------------------------------------------------- | -------------------- | --------- | -------------- | ---------- | ------------- | ------------- | ------------------------ | -------------------- | ---------- | ---------- | ---------- |
| 1990                                                                            | 145 972              | 414 415   | 35.2           | 40         | 20            | 20            | 3649                     |                      | 26         | 47         | 18         |
| 1997                                                                            | 257 083              | 485 843   | 52.9           | 57         | 42            | 15            | 4510                     |                      | 30         | 65         | 19         |
| 2001                                                                            | 192 216              | 468 696   | 41.0           | 45         | 42            | 3             | 4271                     |                      | 7          | 25         | 18         |
| 2002                                                                            | 193 216              | 478 696   | 40.4           | 46         | 42            | 4             | 4200                     |                      | 7          | 25         | 18         |
| 2003                                                                            | 300 500              | 485 843   | 61.9           | 49         | 46            | 3             | 6132                     |                      | 4          | 25         | 18         |
| 2004                                                                            | 250 000              | 490 000   | 51.0           | 41         | 39            | 2             | 6097                     |                      | 4          | 23         | 17         |
| 2012                                                                            | 195 216              | 510 596   | 38.2           | 96         | 88            | 8             | 2033                     |                      | 8          | 40         | 25         |
| 2013                                                                            | 124 216              | 300 596   | 41.3           | 65         | 59            | 6             | 1911                     |                      | 11         | 37         | 14         |
| 2016                                                                            | 325 000              | 534 000   | 60.9           | 47         | 43            | 4             | 6914                     |                      | 10         | 24         | 20         |
| 2019                                                                            | 353 700              | 581 000   | 60.9           | 38         | 38            |               | 9307                     |                      | 6          | 25         | 16         |
| 2020                                                                            | 362 900              | 596 100   | 60.9           | 46         | 46            |               | 7889                     |                      | 7          | 29         | 16         |
| 2021                                                                            | 371 600              | 610 400   | 60.9           | 39         | 39            |               | 9528                     |                      | 7          | 28         | 18         |
| Fuente: Catholic-Hierarchy, que a su vez toma los datos del Anuario Pontificio. |                      |           |                |            |               |               |                          |                      |            |            |            |

## Episcopologio
- Ernest Kombo, S.I. † (5 de diciembre de 1983-7 de julio de 1990 nombrado obispo de Owando)
- Bernard Nsayi † (7 de julio de 1990-16 de octubre de 2001 renunció)
- Daniel Mizonzo, desde el 16 de octubre de 2001